# Jan Ścisławski
Jan Scisławski (ur. 1842 w guberni podolskiej, zm. ok. 1905) – ksiądz katolicki, proboszcz kościoła Świętej Katarzyny w Petersburgu.
Gimnazjum i seminarium ukończył prawdopodobnie w Kamieńcu Podolskim. Pracował w parafiach diecezji kamienieckiej. W 1901 r. został proboszczem kościoła Świętej Katarzyny w Petersburgu. Posługę tę pełnił do ok. roku 1905, kiedy zastąpił go Konstanty Budkiewicz. 
Do ks. Ścisławskiego garnęła się prawosławna młodzież duchowna. Wśród studentów prawosławnej Akademii Duchownej, którzy odwiedzali ks. Scisławskiego, był Leonid Fiodorow, który przyłączył się do Kościoła katolickiego i był później egzarchą Kościoła greckokatolickiego w Rosji.